# 祐田善雄
祐田 善雄（ゆうだ よしお、1909年(明治42年)8月13日 - 1973年(昭和48年)8月23日）は、日本の国文学者、浄瑠璃・歌舞伎研究者。

## 経歴
1909年(明治42年)、大阪府大阪市東区北久宝寺町で生まれた。1928年(昭和3年)に大阪府立今宮中学校を卒業し、第三高等学校文科乙類へ入学。1932年、同校を卒業後、京都帝国大学文学部文学科国語学国文科専攻に進んだ。1936年に卒業し、同大学大学院に進学。
京都大学に在籍のまま、1938年に天理図書館嘱託となる。これに合わせて、この頃天理市に居を移した。翌1939年2月に天理図書館司書を退職。1941年3月に京都帝国大学大学院を修了し、1942年4月から天理中学校嘱託に就職した。1943年より天理外国語学校教授、1947年より天理語学専門学校教授。1949年に天理大学教授となった。

## 著書
- 『浄瑠璃史論考』中央公論社、1975
- 『全講心中天の網島』至文堂、1975
- 『義太夫年表 近世篇』全5巻別巻2 八木書店、1979 - 1990

### 校注
- 『元禄歌舞伎集』正続 棚町知弥共編および校 古典文庫、1960 - 6192
- 『日本古典文学大系 第99 文楽浄瑠璃集』校注 岩波書店、1965
- 『上方狂言本』1-6 鳥越文蔵共編校 古典文庫、1959 - 1977
- 近松門左衛門『曽根崎心中・冥途の飛脚』校注 岩波文庫、1977